# Agrostis umbellata
Agrostis umbellata är en gräsart som beskrevs av Luigi Aloysius Colla. Agrostis umbellata ingår i släktet ven, och familjen gräs. Inga underarter finns listade i Catalogue of Life.